# باشگاه فوتبال الاهلی (منامه)
باشگاه فوتبال الاهلی (عربی: النادي الأهلي البحريني) یک باشگاه فوتبال در شهر منامه، بحرین است.
این باشگاه که در سال ۱۹۳۶ تاسیس شده سابقه ۵ قهرمانی در لیگ برتر فوتبال بحرین و ۸ قهرمانی در جام پادشاهی بحرین را در کارنامه دارد.